# Randan (miejscowość)
Randan – miejscowość i gmina we Francji, w regionie Owernia-Rodan-Alpy, w departamencie Puy-de-Dôme.
Według danych na rok 1990 gminę zamieszkiwało 1429 osób, a gęstość zaludnienia wynosiła 91 osób/km² (wśród 1310 gmin Owernii Randan plasuje się na 149. miejscu pod względem liczby ludności, natomiast pod względem powierzchni na miejscu 607.). Znajduje się tu dawny zamek królewski Château de Randan.